# Sibylle von Reden
Sibylle Emilie von Reden, zeitweise als Sibylle von Cles-Reden und Sibylle Ariëns Kappers-von Reden, (* 1910; † 2001) war eine deutsche Archäologin, die sich vor allem als Autorin populärwissenschaftlicher Bücher und von Dokumentarfilmen einen Namen machte.

## Leben und Leistungen
Sibylle von Reden studierte an der Universität Rom bei Ludwig Curtius und wurde dort promoviert. Im Anschluss war sie mehrere Jahre Mitarbeiterin von Curtius. Sie heiratete Ferdinand Oskar Freiherr von Cles (1907–1982). Dieser war in Hall in Tirol geboren und besaß die italienische Staatsbürgerschaft. Im Mai 1939 stellte er einen Einbürgerungsantrag an die deutsche Botschaft in Rom für sich, seine Frau und die Tochter Irene Sibylle, dem im April 1941 aufgrund der Deutschstämmigkeit stattgegeben wurde. Er wurde umgehend eingezogen, war aber spätestens ab 1943 Mitarbeiter der deutschen Botschaft in Rom. Zunächst wohnten sie kurzzeitig in Fasano, danach von 1944 bis 1947 in Meran und zeitweise auch auf Castel Cles. In zweiter Ehe war von Reden mit dem niederländischen Mediziner Johannes Ariëns Kappers (1910–2004) verheiratet.
1948 veröffentlichte von Reden mit Das versunkene Volk. Welt und Land der Etrusker ihr erstes Sachbuch zu einer antiken Kultur. Das Buch war sehr erfolgreich, es folgten mehrere weitere Auflagen und Übersetzungen in andere Sprachen, darunter von Christopher Montague Woodhouse ins Englische. Im Jahr darauf drehte sie mit Sardinien ihren ersten Dokumentar-Kurzfilm. Dieser elf Minuten lange Streifen war noch ohne Ton und in Schwarzweiß, regte von Reden aber zur weiteren Auseinandersetzung mit der Insel an, was zu ihrem nächsten Sachbuch, Sardinien führte, das sie gemeinsam mit dem strammen Nationalsozialisten Karl Seibold (1897–1952) verfasste. Bis 1953 war sie an der Produktion weiterer acht Kurz-Dokumentarfilme beteiligt, darunter sechs, die 1953 von der Produktionsfirma von Robert Sandner produziert wurden und die Kultur und Geschichte von Griechenland dokumentierten. Fünf dieser Filme entstanden unter der Co-Regie von Sandner. Alle diese fünf Filme wie auch schon zuvor 1949/50 Die Insel ohne Zeit wurden von der Filmbewertungsstelle Wiesbaden mit dem Prädikat wertvoll ausgezeichnet. Besonders einflussreich wurde das 1960 erschienene und 1978 in einer überarbeiteten Neufassung unter dem neuen Titel Die Megalith-Kulturen. Zeugnisse einer verschollenen Urkultur. Grosssteinmale in England, Frankreich, Irland, Korsika, Malta, Nordeuropa, Sardinien, Spanien veröffentlichte Buch Die Spur der Zyklopen. Werden und Weg einer ersten Weltreligion. Weitere Bücher publizierte sie beispielsweise zur Geschichte Zyperns und zu Ugarit.

## Publikationen (Auswahl)
- Das versunkene Volk. Welt und Land der Etrusker. Rohrer, Innsbruck / Wien 1948.
  - englische Ausgabe: The buried People. A study of the Etruscan world. Hart-Davis, London 1955.
  - schwedische Ausgabe: Folket som försvann. Etruskernas liv och land. Allhem, Malmö 1958.
  - französische Ausgabe: Les Etrusques. Arthaud, Paris 1955.
  - niederländische Ausgabe: Het raadsel der Etrurir︠s. Bosch & Keuning, Baarn 1963.
- mit Karl Seibold: Sardinien. Heering, Seebruck am Chiemsee 1951.
- Die Spur der Zyklopen. Werden und Weg einer ersten Weltreligion. DuMont Schauberg, Köln 1960.
  - US-amerikanische Ausgabe: The Realm of the great goddess. The story of the megalith builders. Prentice-Hall, Englewood Cliffs 1962.
  - britische Ausgabe: The Realm of the great goddess. The story of the megalith builders. Thames and Hudson, London 1962.
  - überarbeitete und veränderte Neuauflage: Die Megalith-Kulturen. Zeugnisse einer verschollenen Urkultur. Grosssteinmale in England, Frankreich, Irland, Korsika, Malta, Nordeuropa, Sardinien, Spanien (= DuMont-Dokumente). DuMont, Köln 1978, ISBN 3-7701-1055-2.
- Die Insel der Aphrodite. Vergangenheit und Gegenwart Zyperns. DuMont Schauberg, Köln 1969.
  - zweite, überarbeitete Auflage als: Zypern. Vergangenheit und Gegenwart. 8000 Jahre Geschichte im Schnittpunkt dreier Kontinente. DuMont Schauberg, Köln 1974, ISBN 3-7701-0797-7.
- Die Etrusker. Lübbe, Bergisch Gladbach 1978, ISBN 3-404-00723-9.
- mit Jan G. P. Best: Auf der Spur der ersten Griechen. Woher kamen die Mykener? Neue archäologische Erkenntnisse über die Herkunft der Griechen (= DuMont-Dokumente. Archäologie). DuMont, Köln 1981, ISBN 3-7701-1191-5.
- Ugarit und seine Welt. Die Entdeckung einer der ältesten Handelsmetropolen am Mittelmeer. Lübbe, Bergisch Gladbach 1992, ISBN 3-7857-0634-0.

## Filmografie
- 1949: Sardinien
- 1949/50: Die Insel ohne Zeit
- 1951: Altes Kulturland Südtirol (auch Buch und Schnitt)
- 1953: Griechische Ostern (Co-Regie)
- 1953: Berge, Bauern und Burgen
- 1953: Ewiges Olympia (Co-Regie)
- 1953: Bergklöster in Meteora (Co-Regie)
- 1953: Unvergängliche Antike (Co-Regie)
- 1953: Athen (Co-Regie)